# كأس ألبانيا 2015–16
كأس ألبانيا 2015–16 (بالألبانية: Kupa e Shqipërisë 2015-16‏) هو الموسم 64 من كأس ألبانيا. أقيم خلال الفترة 27 أغسطس 2015 وحتى 22 مايو 2016، وأشرف على تنظيمه اتحاد ألبانيا لكرة القدم، وكان عدد الأندية المشاركة فيه 36، وفاز فيه نادي كوكسي.